# Патогене гљивице
Патогене гљивице или само гљивице су велика група гљива које могу да узрокују акутне и хроничне болести и тровање код људи и животиња и болести код биљака. Због своје распрострањености и патогености у хуманом, животињском и биљном свету, један су од значајних  медицински привредних и економски проблема широм света.

## Особине
Вегетативно тело гљивица или талус састоји се углавном од неразгранатих или разгранатих финих нити (хифе), које код нижих форми немају попречног зида, док су код виших облика септиране. У култури ткива расте у форми мреже хифа која се назива мицелиј. Размножавају се стварањем нових хифа на рубу мицелија (вегетативни раст) или стварањем специјализираних репродуктивних телашаца или спора.
Све гљивице за своје размножавање захтевају органска угљикова једињења, тј. оне су за разликују од зелених гљивица као и појединих врста бактерија хетеротрофи, обзиром на угљикова једињења. Поједине гљивице су изгубиле способност синтезе фактора раста те су стога и хетеротрофи обзиром на факторе раста. Усљед зависности од присуства извора органских угљикових једињења, гљивице живе као сапрофити или као паразити код биљка, животиња и људи. Само у одређеним случајевима се гљивице јављају и као симбионти код виших организама, где им оне као протууслугу за обезбеђење искористљивих органских угљикових једињења на располагање стављају прије свега активне материје.

## Патологија
Гљивице се налазе чешће код биљака него код животиња. Пошто човек као и животиње узима много биљне хране, мора водити рачуна и о гљивичним инфекцијама биљака. Преко хране се наиме не узимају само гљивице као организми способни за репродукцију, него прије свега производи метаболизма гљивица и њихови токсини.
Гљивице изазивају три типа обољења:
- микоза: директна инвазија ткива ћелијама гљивица,
- алергијска обољења: настаје преосјетљивост на гљивичне антигене,
- микотоксикоза: ингестија токсичних метаболита гљивица.

Већина гљивица су убиквитарне у околини. Гљивичне инфекције настају најчешће код имуносупресивних организама, када су механизми упале инхибирани или је микрофлора домаћина промењена. На пример код имуносупресије лијековима често настају аспергилоза плућа (Aspergillus спп.) или кандидијаза урогениталног тракта (Candida спп.).
Инхалација је најзначајнији фактор настанка гљивичних пулмоналних инфекција. Гастроинтестинални тракт је ријетко мјесто примарне гљивичне инфекције упркос ингестији великог броја спора, највише захваљујући нормалној бактеријској микрофлори.

## Токсини
Токсини гљивица (микотоксини) обухватају разнолику групу гљивичних пептида. Aflatoksini – најпознатији микотоксини који спадају у групу хеопатотоксичних метаболита неких сојева Aspergillus које расту у храни. Када их животиње или људи конзумирају изазивају некрозу хепатоцита, те фиброзу и пролиферацију дуктуса. Хепатоцити око централне вене су најосетљивији и настаје центролобуларна некроза. У случају хроничног тровања афлатоксин изазива туморе јетре.
Споридезмин, кога ствара гљивица Pithomyces chartarum (сапрофит на пашњацима) је хепатотоксин који иазазива дегенерацију хепатоцита, оклузију жучних каналића, продуктивни едем. Настаје фацијални екцем усљед неспособности оштећене јетре да уклони из крви филоеритрин, метаболит хлорофила настао у румену, а циркулише крвотоком и апсорбира енергију сунца док пролази кроз кожу. Ослобађањем енергије настају некрозе (најчешће лица).
Penitrem A ствара Penicillium спп. изазива неуролошко обољење, тремор мишића, грчеве, атаксију и смрт код паса који су јели пљесниви сир и код великих животиња које су јеле пљесниву крму. Пенитрем инхибира глицин који је неуротрансмитер појединих инхибиторних неурона. Симптоми личе симптомима тровања стрихнином који је такођер антагонист глицину. Третман субстанцама које повећавају ниво глицина у мозгу (мефензин и налофрин) уклањају тремор узрокован пенитремом.
Ерготизам је обољење говеда, коња и других животиња којег изазива ергот, алкалоид гљивице Claviceps purpurea која зрна жита боји црно и деформише их. Токсичне компонете укључују ерготамин (вазоконстриктор) и ергометрин (изазива контракцију глатких мишића). Гангренозна некроза екстремитета настаје усљед хроничне вазоконстрикције, исхемије и дегенерације ендотела капилара. Код коња и карнивора, нервни симптоми могу бити доминантни знаци.
Након конзумације високе папрати (Festuca arundinacea) која је инфицирана са гљивицом Neotyphodium спп. долази до некрозе екстремитета тзв "папратне ноге". Инфицирана папрат конзумирана и у мањим кличинама код говеда изазива исцрпљујуће обољење "љетне папратне ноге".
Zearalenon се ствара на пљеснивом кукурузу и изазива прерани сексуални развој свиња.
Fusobacterium спп. производи микотоксин фумонезин који код коња изазива леукоенцефаломалацију.
Fusarium solani је плијесан на кромпиру, а код говеда које конзумирају заражени кромпир може изазвати акутну интерстицијалну пнеумонију.